# Eupetrichthys angustipes
Eupetrichthys angustipes – gatunek ryby z rodziny wargaczowatych, jedyny przedstawiciel rodzaju Eupetrichthys. 

## Występowanie
Ocean Indyjski wzdłuż południowych wybrzeży Australii.

## Opis
Osiąga do 12 cm długości.